# Snezjnaja (Chamar-Daban)
De Snezjnaja (Russisch: Снежная) is een rivier in de Russische autonome republiek Boerjatië. De rivier ontstaat in het bergmassief Tyrgyn (nabij de kruising van de Sangin-Daban en de Daban-Oetoelik) in de noordelijke uitlopers van de Chamar-Daban en stroomt na 173 kilometer uit in het Baikalmeer. Het is de meest waterrijke rivier die vanuit de noordelijke hellingen van de Chamar-Daban naar het Baikalmeer stroomt.
De rivier is 's winters bevroren. Het ijs smelt normaliter begin mei. Bij hoogwater kan het waterpeil met 0,5 tot 1 meter fluctueren. Het verhang bedraagt ruim 10 meter per kilometer.
De rivier is populair bij watertoeristen.